# Рејчел Тикотин
Рeјчел Тикотин Страус (енгл. Rachel Ticotin Strauss; 1. новембар 1958) је америчка телевизијска и филмска глумица.
Појавила се у филмовима као што су Форт Апачи, Бронкс, Тотални опозив, Пад, Дон Хуан де Марко, Летећа тамница, Само не ти и У жару освете, поред многих.
Тикотинова је најпознатија по улози Арлин Гонзалес у серији Ред и закон: Лос Анђелес.